# Nepenthes undulatifolia
Nepenthes undulatifolia är en tvåhjärtbladig växtart som beskrevs av Nerz, Wistuba, U. Zimm., Chi. C. Lee, Pirade och Pitopang. Nepenthes undulatifolia ingår i släktet Nepenthes och familjen Nepenthaceae. Inga underarter finns listade i Catalogue of Life.